# Arnold Schoenberg Chor
Der Arnold Schoenberg Chor, gegründet und im deutschsprachigen Raum oft als Arnold Schönberg Chor geschrieben, ist ein Wiener Konzertchor und seit 2006 zugleich Chor des Theaters an der Wien. Er wurde 1972 von Erwin Ortner gegründet, der ihn bis heute leitet.

## Geschichte
Erwin Ortner scharte in der Pfarre St. Othmar unter den Weißgerbern in Wien-Landstraße einen kleinen Kreis von Altersgenossen um sich, aus dem später der Jugendchor und 1968 der Kammerchor St. Othmar wurde. Mit diesem erreichte Ortner als 21-Jähriger noch im selben Jahr den zweiten Platz beim Chorwettbewerb in Spittal an der Drau und gewann den Wettbewerb 1971. Dadurch ermutigt, nahm der Kammerchor 1972 den Namen Arnold Schoenberg Chor an und pflegte eine langjährige, rege Zusammenarbeit mit Nikolaus Harnoncourt.
1992 ersuchte Rainhard Fendrich den Chor, mit ihm und den Wiener Symphonikern unter der Leitung von Christian Kolonovits bei der Wiener Festwocheneröffnung 1992 auf dem Wiener Rathausplatz mitzuwirken. Ein Live-Mitschnitt des Konzerts im Ö3-Radio erlangte Platz 1 der österreichischen Music Charts.

## Ehrungen und Auszeichnungen

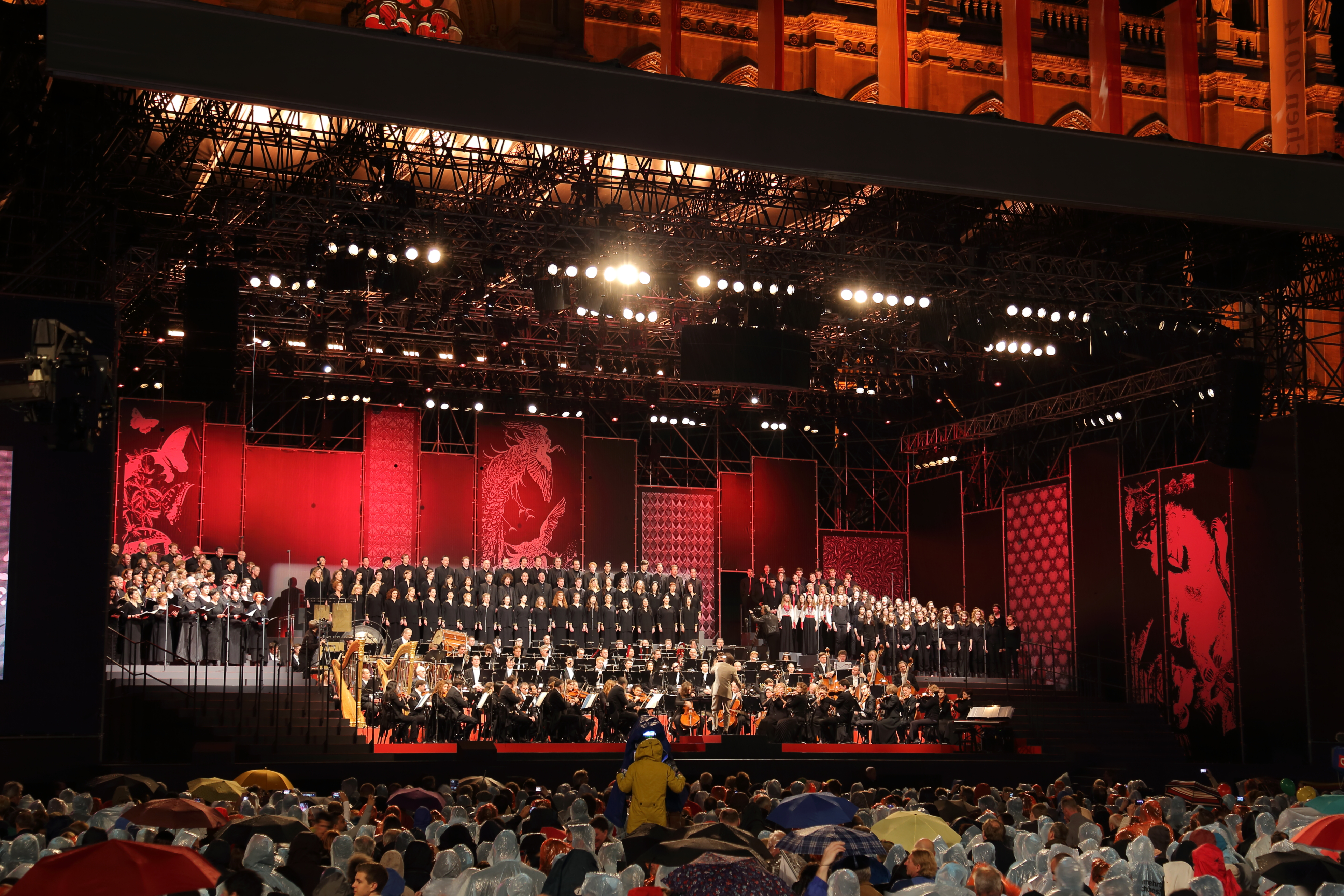
In der Bildmitte der Arnold Schoenberg Chor (hinter dem Radio-Symphonieorchester Wien) bei der Eröffnungsveranstaltung der Wiener Festwochen 2014

Unter der Leitung von Erwin Ortner wurde unter anderem 1996 das gesamte weltliche Chorwerk von Franz Schubert auf 7 CDs aufgenommen. Diese Aufnahme wurde mit dem Preis der deutschen Schallplattenkritik, in Frankreich mit dem Diapason d’or, in Belgien mit dem Prix Caecilia und in Japan mit dem Grand Prize of the Academy Awards 1997 ausgezeichnet.
2001 erhielt der Chor den Grammy Award in der Kategorie „Beste Choraufführung“ für die Aufnahme von J. S. Bachs Matthäuspassion mit Harnoncourt. 2007 wurde die Wiener-Festwochen-Produktion Aus einem Totenhaus von Leoš Janáček mit dem Arnold Schoenberg Chor zur besten Aufführung des Jahres 2007 unter allen Opernproduktionen im deutschsprachigen Raum gewählt.
2010 wurde die CD-Produktion Die Jahreszeiten von Joseph Haydn mit dem Arnold Schoenberg Chor mit dem ECHO-Klassik-Preis ausgezeichnet.
2017 wurde der Arnold Schoenberg Chor bei den International Opera Awards seitens der internationalen Jury unter dem Vorsitz von John Allison, Chefredakteur beim Opera Magazin und Musikkritiker beim Daily Telegraph, als „Opernchor des Jahres“ ausgezeichnet.